# André Nuyens
André Nuyens (Alkmaar 8 april 1948) is een Nederlands schrijver van kinder- en jeugdboeken en van poëzie.

## Biografie
Na zijn middelbareschooltijd studeerde Nuyens Frans aan de Vrije Universiteit Amsterdam. Daarna is hij les gaan geven aan scholengemeenschap Werenfridus en scholengemeenschap Oscar Romero in de Noord-Hollandse stad Hoorn.
Nuyens heeft meer dan veertig boeken op zijn naam staan, van prentenboeken voor jonge kinderen tot historische romans voor adolescenten en volwassenen. Nuyens' historische romans Het geheim van de zandloper en De dievegge en de gek werden genomineerd voor de Thea Beckmanprijs. Zijn verhalenbundel Jonge helden! werd genomineerd voor de Archeonprijs. De gestrande Meermin, dat Nuyens met zijn dochter Nienke schreef, werd genomineerd voor de Archeonprijs en de Hotze de Roosprijs. Zijn boek Nooit meer terug stond op de shortlist voor de Thea Beckmanprijs.
Naast zijn kinder- en jeugdboeken schrijft Nuyens ook poëzie en publiceert hij reisverhalen. Tijdens zijn loopbaan als leraar Frans schreef hij een aantal methodes over de Franse taal en literatuur.

## Thema's en motieven
In de prenten- en kinderboeken van Nuyens zijn de fantasie en de vindingrijkheid de belangrijkste thema’s. In zijn prentenboeken spelen fantasie en een sprookjessfeer een belangrijke rol zoals in de sprookjesbundel ‘Parel en Zwijntje’ of in ‘De reus met de kleine neus’.
In zijn historische jeugdromans wil de schrijver benadrukken dat het dagelijks leven in het verre verleden in veel opzichten anders was dan in het heden. Maar er zijn ook veel gelijkenissen omdat kinderen en volwassenen dezelfde emoties en dezelfde egoïstische en behulpzame gedachtes hebben als de huidige kinderen en volwassenen.
In ‘Nooit meer terug’, dat de tragische geschiedenis van de deportatie van alle inwoners van het inmiddels voormalige eiland Schokland vertelt, komt dat terug bij de verschillende hoofdpersonen. Maar ook hier is het gezegde ‘wie niet sterk is, moet slim zijn’ vaak van toepassing. Dankzij slimheid en fantasie weten veel hoofdpersonen in zijn historische verhalen zich te redden, zoals in het verhaal over de avonturen van Platte Tijs, de Robin Hood van de Lage Landen.
In 2021 verschenen herdrukken van zijn historische (jeugd)romans Nooit meer terug en De meikoningin.